# غولكيفيتشي
غولكيفيتشي (بالروسية: Гулькевичи) هي إحدى مدن روسيا في الكيان الفدرالي الروسي كراسنودار كراي.